# (163899) 2003 SD220
(163899) 2003 SD220 est un astéroïde Aton potentiellement dangereux découvert en 2003 et passé à proximité de la Terre le 24 décembre 2015 à environ 28 distance lunaire,.

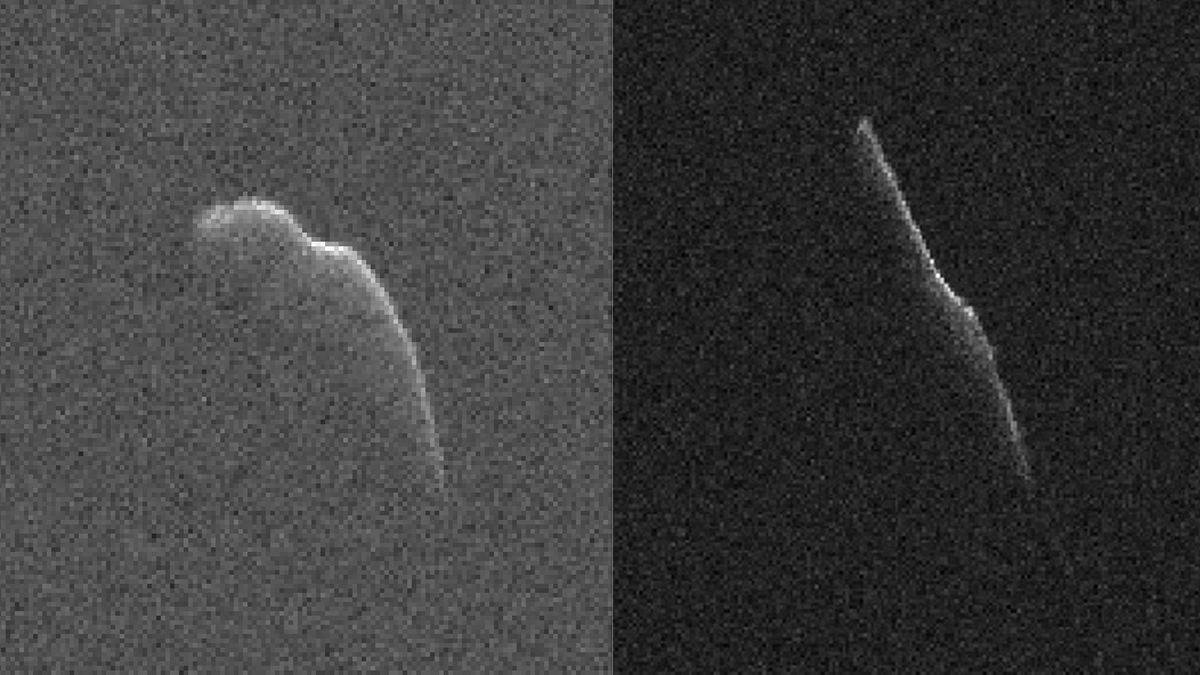
Comparaison entre deux images radar obtenues le 17 décembre 2015 (à gauche) et le 22 décembre 2015 (à droite) de.

Il repasse à proximité de la Terre, à 2 900 000 km, le 22 décembre 2018, permettant d'imager l'astéroïde à un niveau de détails vingt fois plus fin que lors de la précédente approche.
Des caractéristiques de surface ont été observées sur cet astéroïde, dont une crête présente à une de ses extrémités et haute d'une centaine de mètres relativement au terrain adjacent.